# Johann Daniel Hofacker
Johann Daniel Hofacker, född 1788 i Worms, död 1828 i Tübingen, var en tysk läkare och veterinär.
Hofacker verkade som professor i veterinärvetenskap i Tübingen. I en Dissertatio från 1826 (översatt till tyska 1828) förfäktade han teorin att ålderskillnaden mellan man och hustru inverkar på barnens kön på så sätt, att när mannen är äldre än kvinnan föds fler pojkar än flickor och omvänt. Denne Hofacker-Sadlerska hypotes väckte mycket uppseende och gav anledning till många statistiska undersökningar, men anses sedan länge vara ohållbar.

## Fotnoter
1. ↑  Tjeckiska nationalbibliotekets databas, NKC-ID: xx0238833, läst: 22 februari 2022.[källa från Wikidata]
2. 1 2  Tjeckiska nationalbibliotekets databas, NKC-ID: xx0238833, läst: 19 december 2022.[källa från Wikidata]